# Midès
Midès est une oasis de montagne située au sud de la Tunisie.
Elle se trouve à proximité de la frontière tuniso-algérienne et à environ une soixantaine de kilomètres de Tozeur et une dizaine de kilomètres de Tamerza.
Située sur le limes saharien reliant Tébessa à Gafsa, l'ancienne Madès était utilisée par les Romains pour signaler l'approche d'envahisseurs à l'aide de miroirs.
Le vieux village de Midès est abandonné en 1969 à la suite d'inondations meurtrières qui font plus de 400 morts en Tunisie. Il est accroché en bordure d'un canyon où l'on trouve des fossiles et des minéraux colorés. Le nouveau village de Midès est au cœur de la palmeraie voisine qui fournit des dattes, des oranges et des figues.
Le site a notamment été utilisé pour certaines scènes du tournage du film Le Patient anglais et Fort Saganne.

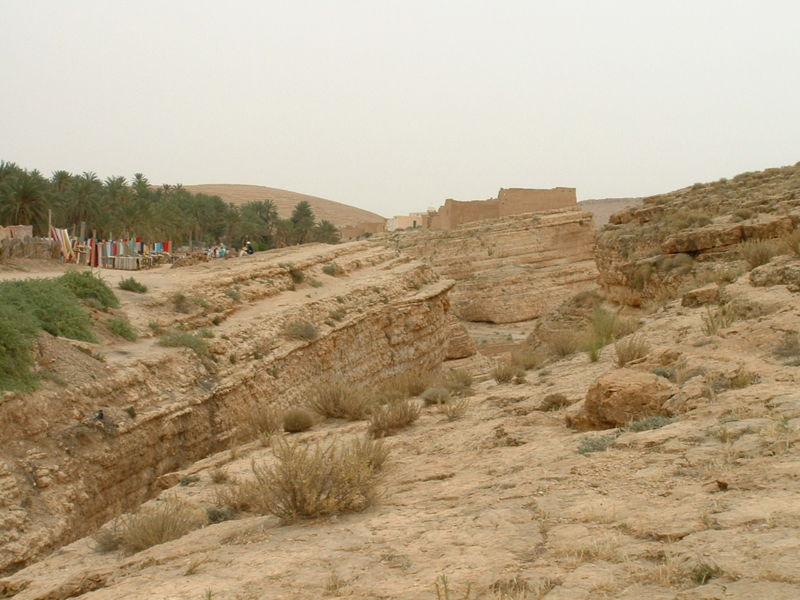
Vieux village surplombant les canyons et la palmeraie
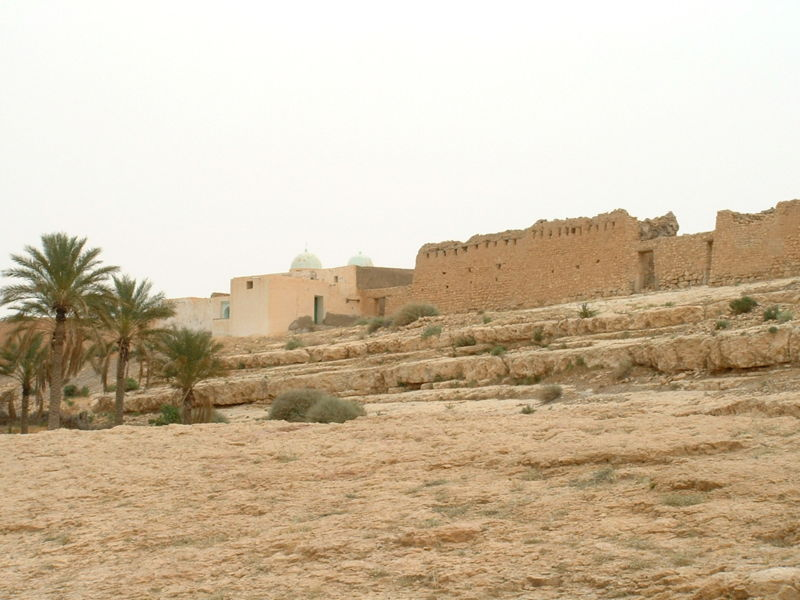
Vue du village abandonné
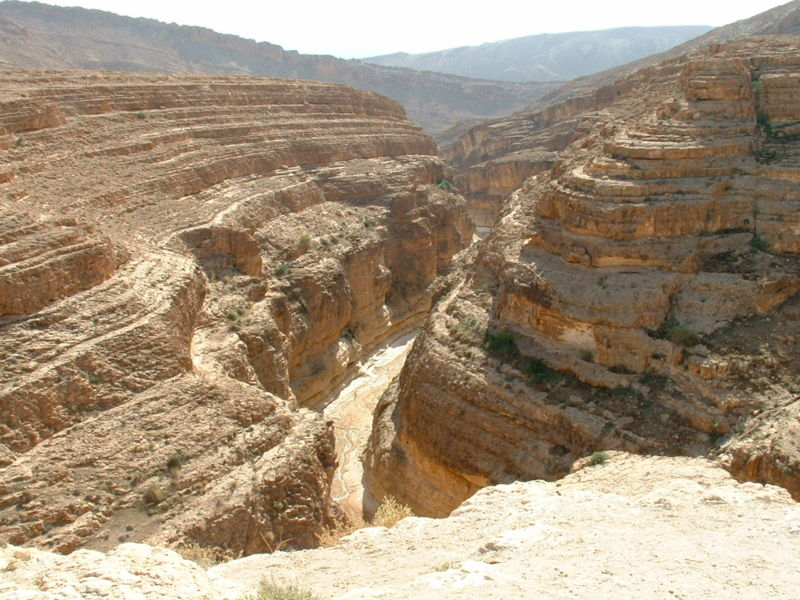
Canyon de Midès près de la frontière algérienne
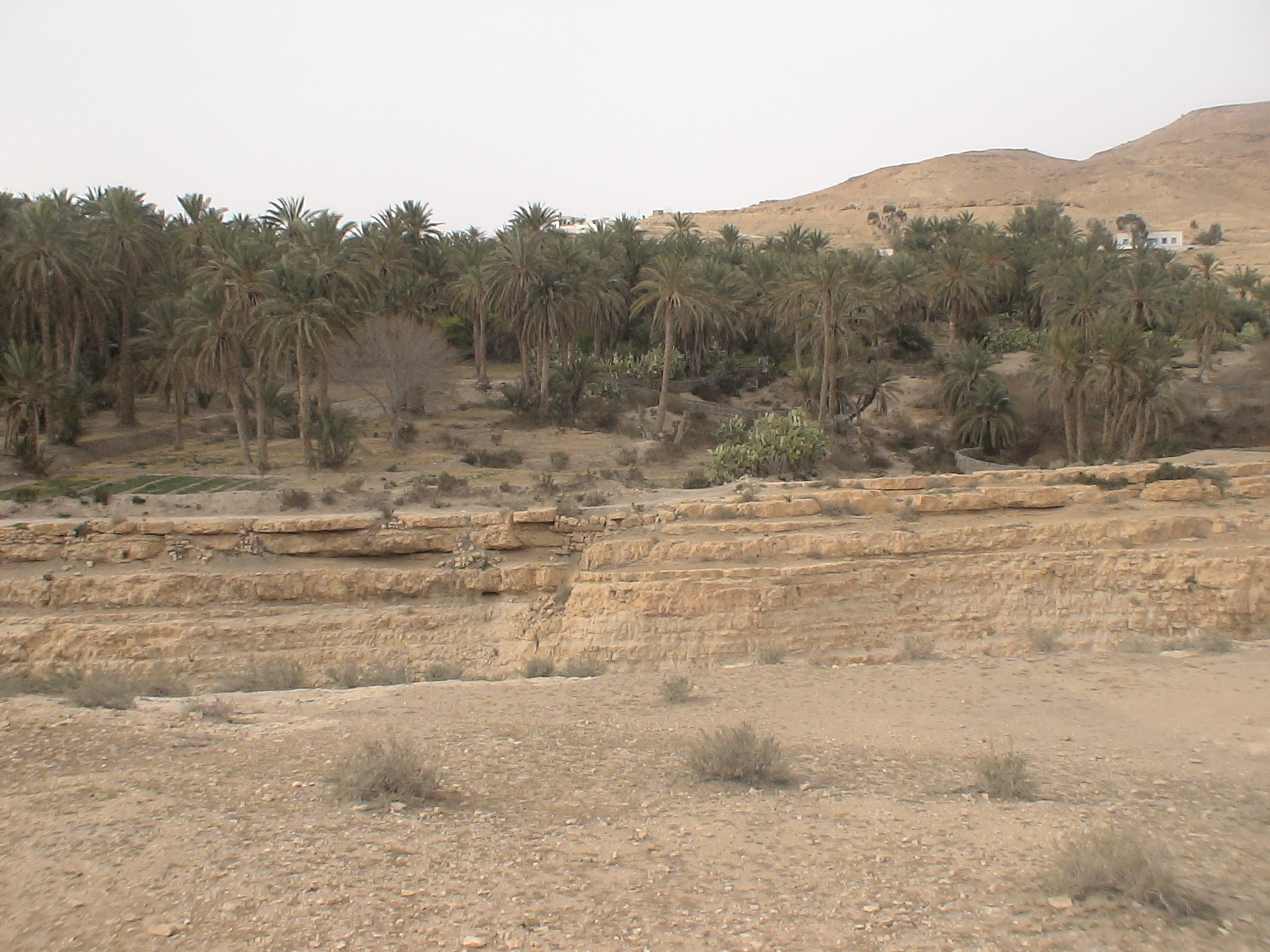
Palmeraie de Midès